# Гуртуев, Берт Измайлович
Берт Измайлович Гуртуев (карач.-балк. Гуртуланы Исмаилны жашы Берт; 25 октября (7 ноября) 1910 — 12 февраля 2001) — балкарский поэт, прозаик. Член Союза писателей СССР (с 1934). Народный писатель Кабардино-Балкарской республики, заслуженный деятель искусств КБР.

## Биография
Родился в селе Белая Речка Кабардино-Балкарской АССР в семье бедняка-скотовода. Окончил педагогическое училище. С 1934 года — член Союза писателей СССР.
Участвовал в Великой Отечественной войне. Был политруком стрелковой роты и преподавателем пулеметно-минометного училища.
Был депортирован вместе с балкарским народом в 1944 году. После возвращения на родину работал в ответственным секретарем правления в Союзе писателей КБАССР и редактором альманаха «Шуёхлук» («Дружба»).
Умер 12 февраля 2001 года.

## Творчество
Одними из главных тем творчества Гуртуева являлись победа советского народа в Великой Отечественной войне и коммунистическое строительство.
Сборники стихов: 
- «Красные голоса» (1935)
- «Ясное утро» (1958)
- «Светлые дали» (1960, на русском языке)
- «Среди друзей» (1963)

Поэма «Косари» (1958). Адилгерий. Повестле бла хапарла (1961), Шуёхла арасында (1963), Жангы талисман (1970).
Занимался переводом на балкарский язык произведений Пушкина, Шиллера, Лермонтова, Райниса, Сулеймана Стальского, Чавчавадзе, Маяковского, Навои и др.
Автор многих песен на балкарском языке.
Кайсын Кулиев писал о нём:
Он стоял у истоков родной советской литературы не только как счастливый свидетель ее зарождения, но и как активный строитель

## Семья
Жена — Гуртуева (Жабоева) Уста Бимирзаевна (01.08.1913 — 23.06.2010), награждена медалью "За доблестный труд в Великой Отечественной войне 1941-45г.г."
- Дочь — Гуртуева Марьям Бертовна, доктор филологичесих наук
- Сын — Гуртуев Оюс Бертович (род. 21.04.1942), журналист, член союза писателей
- Сын — Гуртуев Эльдар Бертович, писатель, член союза писателей
- Дочь — Гуртуева Тамара Бертовна, доктор филологичесих наук, профессор
- Дочь — Гуртуева Таужан Бертовна

## Награды и премии
- Народный писатель Кабардино-Балкарской республики
- Заслуженный деятель искусств Кабардино-Балкарской Республики
- Награжден орденом «Знак Почёта» и медалями.